# 文化日報
《文化日报》（韓語：문화일보），是韓國的大报纸，一稱朝中東文（조중동문）的之一，以朝鮮文，英文板發行。1991年11月1日是李揆行（이규행）等前職記者的主築設立。論調於保守主義和自由主義之間。原名《现代文化新闻》（／）。

## 姊妹報
- 《電子 时事》()
- 《AM7》

## 引用
1. ↑  .   [2011-01-06]. （原始内容存档于2020-07-25）.

## 外部連結
- 文化日报 （页面存档备份，存于）
- 電字 时是 （页面存档备份，存于）